# Jean-Baptiste Doumeng

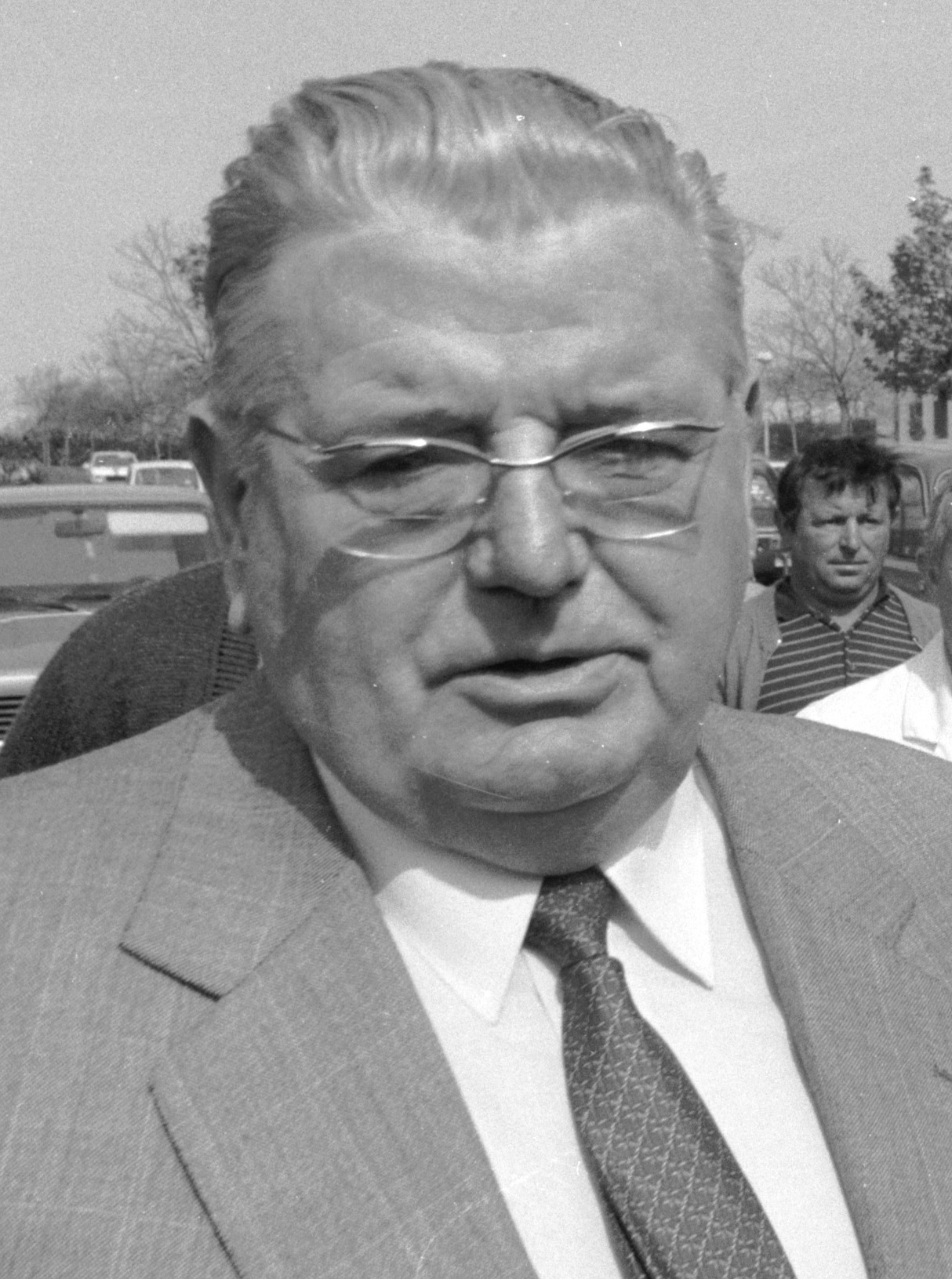
Doumeng 1983

Jean-Baptiste Doumeng (* 2. Dezember 1919 in Lacasse, Département Haute-Garonne; † 6. April 1987 in Noé) war ein französischer Unternehmer und Milliardär. Zugleich war er Mitglied der Kommunistischen Partei Frankreichs (PCF) sowie Geldgeber des Fußballvereins Red Star Paris. Er trug in der Öffentlichkeit den Spitznamen „der rote Milliardär“ (französisch le milliardaire rouge).

## Leben und Karriere
Doumeng wuchs in Südfrankreich als Sohn eines einfachen Landarbeiters auf und trat 1935 als 16-Jähriger der kommunistischen Partei bei. Zu diesem Zeitpunkt war er bereits Halbwaise, da seine Mutter, die neben ihrer Tätigkeit auf dem eigenen Hof als Amme in reichen Familien arbeitete, drei Jahre zuvor an Überarbeitung gestorben war. Der junge Kommunist konnte aus finanziellen Gründen nicht die Schule besuchen, stellte aber eine der Führungspersönlichkeiten der lokalen Bauernbewegung dar. Trotz seiner fehlenden Schulbildung setzte er sich zu dieser Zeit mit Theoretikern wie François Rabelais und Karl Marx auseinander. Während des Zweiten Weltkriegs organisierte Doumeng für den Widerstand gegen die deutsche Besatzung die Lebensmittelversorgung und nahm nach dem Krieg einen wichtigen Posten in einer Gewerkschaft ein. Zur selben Zeit begannen seine unternehmerischen Erfolge, als er während einer Lebensmittelkrise Kartoffeln aus der Tschechoslowakei importierte und mit Gewinn verkaufte. Durch den Handel mit kommunistischen Staaten erwarb Doumeng in der Nachkriegszeit sein Milliardenvermögen.

## Tätigkeit im Fußball und in der Politik
1967 nutzte er sein Vermögen dazu, um eine Fusion zwischen dem südfranzösischen Erstligisten FC Toulouse und dem Zweitligisten Red Star Paris umzusetzen. Dies bedeutete de facto, dass Paris fortan in der ersten Liga antrat, während sich Toulouse vorübergehend aus dem Profigeschäft zurückzog. Darüber hinaus wurden die meisten Spieler von Toulouse nach Paris übernommen. Dieser Vorgang ist einzigartig in der Geschichte des französischen Fußballs.
Auf lokaler Ebene bekleidete der Unternehmer auch politische Ämter und war Bürgermeister der Gemeinde Noé im Département Haute-Garonne sowie Mitglied im Generalrat des Départements. Ein Buch aus dem Jahr 1977 behauptete, der Milliardär habe Unternehmensgewinne zur Finanzierung der kommunistischen Partei verwendet. In Bezug auf den Zusammenhang zwischen seinem Reichtum und seiner politischen Gesinnung sagte Doumeng, der Kommunismus werde jeden so reich machen wie ihn selbst.

## Erbe
Nach dem Tod Doumengs im Jahr 1987 und dem 1989 eingeleiteten Niedergang der kommunistischen Systeme in Osteuropa wurde der Konzern von den Nachkommen Jean-Baptistes weitergeführt. Zu Beginn der 1990er-Jahre entstanden dabei große Verluste, was 1993 zur Zerschlagung diverser Tochterfirmen durch einen Gerichtsbeschluss führte.